# La Fiancée de la haine
Pour plus de détails, voir Fiche technique et Distribution.
La Fiancée de la haine (The Bride of Hate) est un film américain réalisé par Walter Edwards, sorti en 1917.

## Synopsis
Dr Dudley Duprez cherche à se venger d'un homme responsable du suicide de sa nièce...

## Fiche technique
- Titre : La Fiancée de la haine
- Titre original : The Bride of Hate
- Réalisation : Walter Edwards
- Scénario : J. G. Hawks (en) et John Lynch
- Production : Thomas H. Ince
- Pays de production : États-Unis
- Format : Noir et blanc - 1,33:1 - Film muet
- Genre : drame
- Durée : 50 minutes
- Date de sortie : 1917

## Distribution
- Frank Keenan : Dr Dudley Duprez
- Margery Wilson : Mercedes Mendoza
- Jerome Storm : Paul Crenshaw
- David Hartford : Juge Shone
- Elvira Weil : Rose Duprez
- Florence Hale (en) : Mammy Lou
- J. P. Lockney : Don Ramon Alvarez
- John Gilbert : le fils du Dr Duprez